# Pteronymia alida
Pteronymia alida är en fjärilsart som beskrevs av William Chapman Hewitson 1855. Pteronymia alida ingår i släktet Pteronymia och familjen praktfjärilar. Inga underarter finns listade.

## Bildgalleri

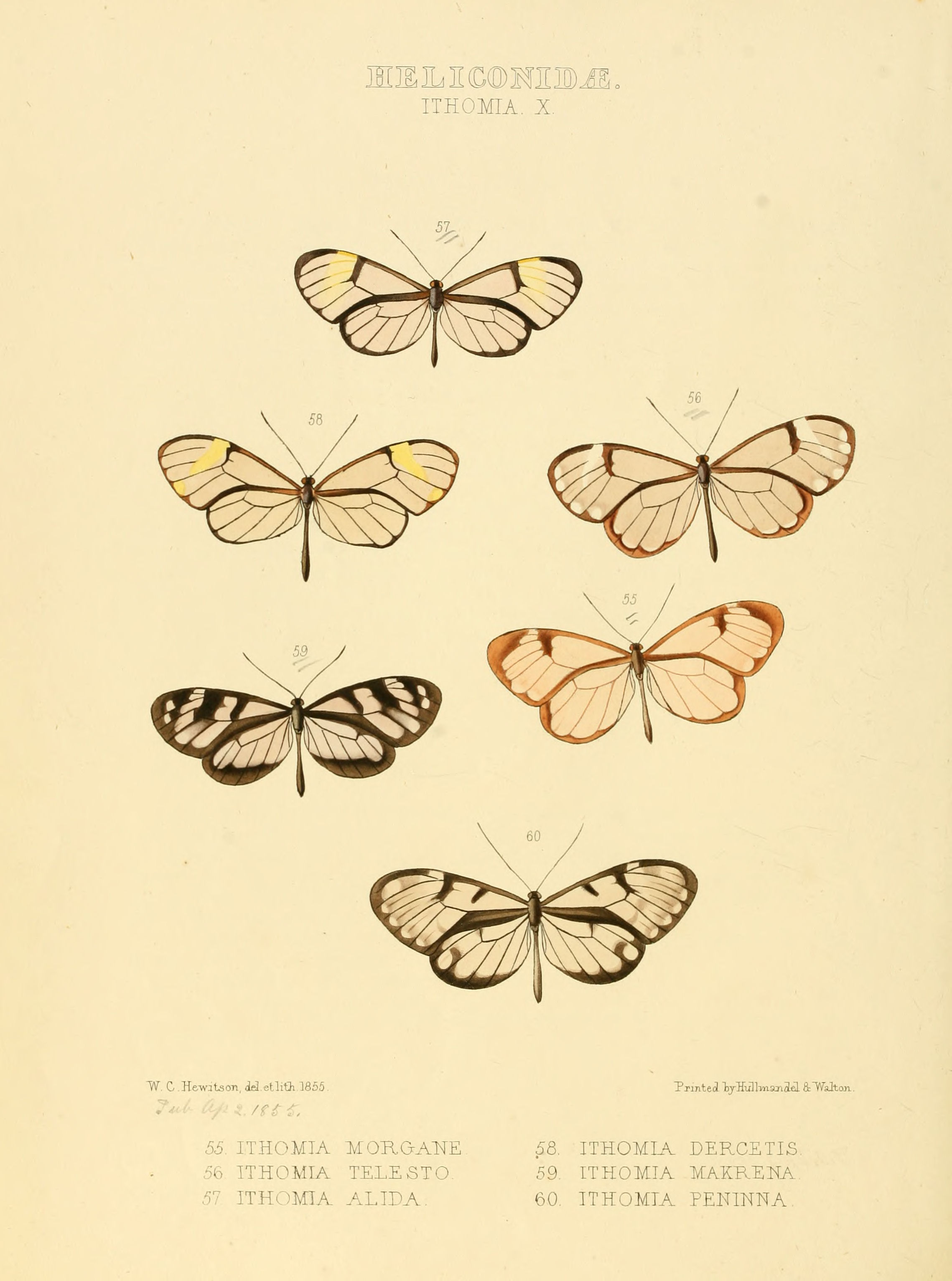
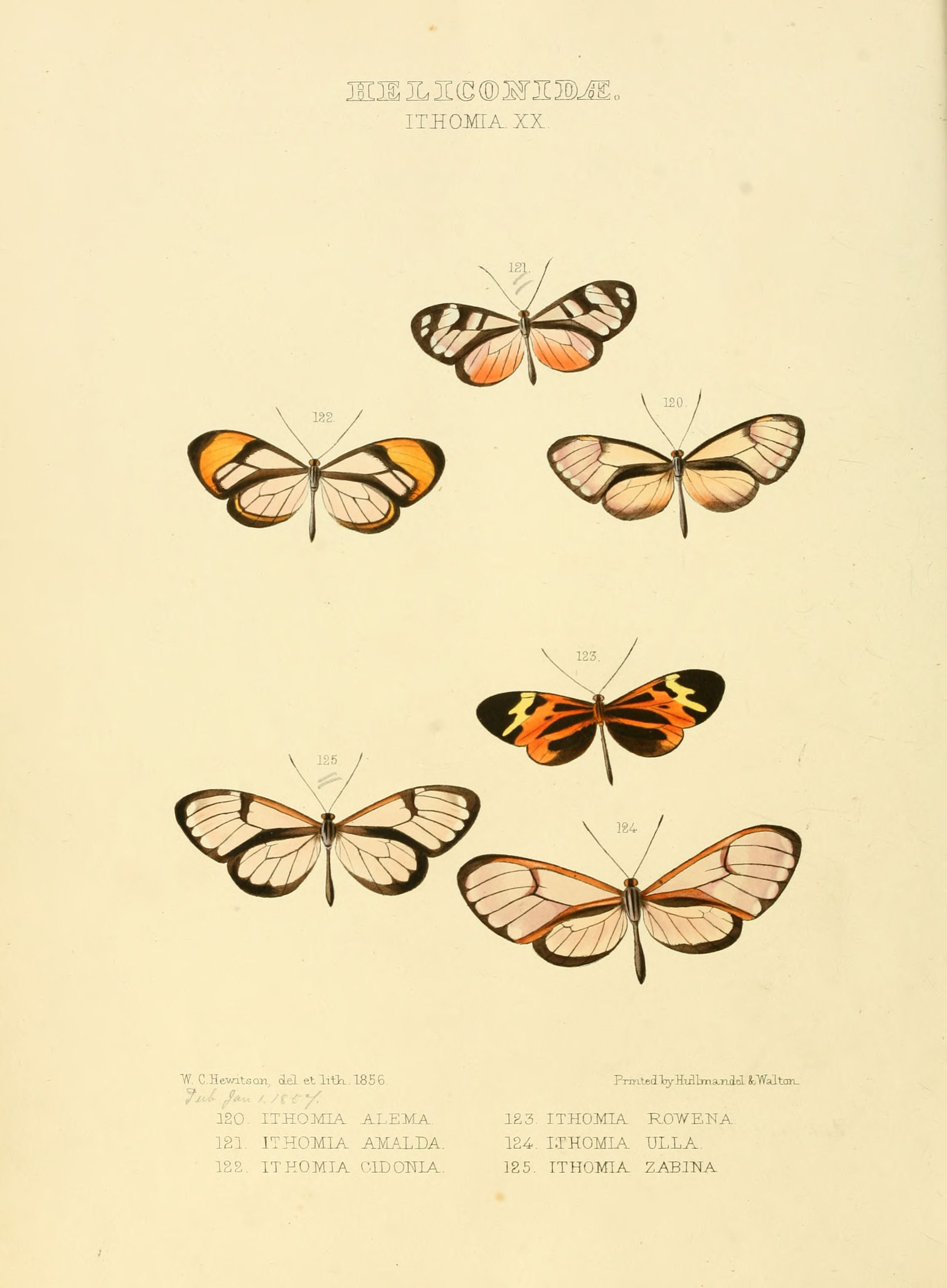